# Nikko IceBucks
L'HC Nikkō Ice Bucks (ホッケークラブ日光アイスバックス?, Hokkē Kurabu Nikkō Aisu Bakkusu) è una squadra professionale di hockey su ghiaccio giapponese della città di Nikkō.